# Kerstin Casparij
Kerstin Yasmijn Casparij (Alphen aan den Rijn, 19 agosto 2000) è una calciatrice olandese, difensore del Manchester City e della nazionale olandese.

## Carriera

### Club
Prima di aver compiuto i 15 anni, Casparij viene aggregata alla prima squadra dell'Heerenveen sotto la guida tecnica di Fred de Boer che la schiera nel reparto difensivo, con la quale fa il suo esordio in Eredivisie il 6 novembre 2015, alla 10ª giornata di campionato, rilevando Tiny Hoekstra al 76' dell'incontro casalingo perso 3-1 con il Twente, marcando complessivamente 13 presenze. Rimane con il club della provincia della Frisia anche la stagione successiva, dove il nuovo tecnico Jan Schulting le rinnova la fiducia impiegandola in 22 incontri di campionato e dove va a segno per la prima volta nella vittoria esterna per 3-1 sull'Achilles '29 alla 14ª giornata. In queste due stagioni Casparij condivide con le compagne due sesti posti in campionato e come miglior risultato in Coppa le semifinali nell'edizione 2016-2017.
L'estate successiva di trasferisce alla neofondata VV Alkmaar, dove il tecnico Gideon Dijks la schiera con continuità in campionato, per lei 22 presenze e 2 reti, una a distanza di una settimana dall'altra, rispettivamente nella vittoria esterna per 4-1 con l'Excelsior/Barendrecht alla 14ª giornata e in quella interna per 4-3 con l'ADO Den Haag alla 15ª. Condivide con le compagne anche il percorso della squadra in Coppa dei Paesi Bassi fino agli ottavi di finale prima dell'eliminazione.
A fine stagione fa ritorno all'Heerenveen, che nel frattempo ha nuovamente rinnovato la direzione tecnica affidandola al Roeland ten Berge. Il tecnico decide di cambiare ruolo a Casparij schierandola come centrocampista, per lei 5 reti su 23 presenze con la squadra che ottiene il 7º posto in campionato. Rimasta anche la stagione successiva, la sua squadra ha un miglioramento nelle prestazioni, raggiungendo il 4º posto in campionato, con Caspari che va a rete una sola volta su 11 presenze, prima che il torneo venisse sospeso come misura di prevenzione alla pandemia di COVID-19.
Qualche tempo dopo viene annunciato il suo trasferimento al Twente, per indossare la maglia rossa dei Tukkers dalla stagione entrante. Gli anni successivi son quelli di maggior successo del difensore, condividendo con le compagne i risultati del Twente che vince nuovamente il titolo di Campione dei Paesi Bassi nei campionati 2020-2021 e 2021-2022. Questi risultati consentono a Casparij, prima sotto la guida tecnica di Tommy Stroot e poi, dopo il suo trasferimento al Wolfsburg, di Robert de Pauw, di accedere alla UEFA Women's Champions League, dove debutta nell'edizione 2021-2022 con le georgiane del Nike Tbilisi.

### Nazionale
Casparij inizia a essere convocata dalla Federcalcio olandese nel 2015, indossando in quell'anno la maglia della formazione Under-15, con la quale debutta in amichevole con le pari età del Belgio, per poi continuare negli anni seguenti tutta la trafila delle giovanili con l'Under-16, l'Under-17, con la quale disputa l'Europeo di Repubblica Ceca 2017, l'Under-19, con la quale partecipa agli Europei di Svizzera 2018 e Scozia 2019 e giungendo alle semifinali in quest'ultima edizione, e infine l'Under-23.
Entrata nel giro della nazionale maggiore dal 2021, viene convocata dal commissario tecnico Mark Parsons in occasione delle qualificazioni al Mondiale di Australia e Nuova Zelanda 2023, debuttando il 22 ottobre, nella netta vittoria per 8-0 su Cipro, rilevando Daniëlle van de Donk a sette minuti dalla fine dell'incontro. Dopo aver marcato altre 6 presenze tra amichevoli, qualificazioni al Mondiale e l'edizione 2022 del Tournoi de France, nel maggio 2022 le conferma la fiducia inserendola nella lista delle 23 giocatrici convocate per il campionato europeo in programma dal 6 al 31 luglio 2022

## Palmarès

### Club
- Campionato olandese: 2

Twente: 2020-2021, 2021-2022